# Gregorius Struve
Gregorius Struve († vor 1737) war Meistergeselle von Arp Schnitger und namhafter Orgelbauer im Raum Oldenburg und Bremen.

## Leben
Struve stammte aus Westensee und war wahrscheinlich Sohn des dortigen Organisten Hans Jürgen Struve. Nachgewiesen ist er als Geselle bei Schnitgers Orgelneubau im Bremer Dom (1693–1698). Er war wohl ein guter Intonateur, der bei Schnitger eine Vertrauensposition besaß. Ihm wurde vom Meister die Leitung verschiedener Neubauten übertragen. In der Grafschaft Oldenburg lassen sich von ihm neun Arbeiten nachweisen. Ab 1715 und verstärkt seit 1720 war er für die Wartung der Bremer Stadtorgeln verantwortlich. Seine gelegentliche Bezeichnung als „Stadtsoldat“ geht auf seine Dienste in der Bremer Bürgerwehr (1712–1730) zurück. Er starb vor 1737. Sein Sohn Johann Caspar († 1759 in Aurich) wird als Mitarbeiter von Johann Friedrich Constabel (ab 1741) und von Johann Adam Berner (1756) genannt. Er führte 1744 eine Reparatur an der Orgel der Stader St.-Wilhadi-Kirche durch, wo auch schon sein Vater tätig war. Der in der zweiten Hälfte des 18. Jahrhunderts in Schleswig-Holstein wirkende Peter Struve ist möglicherweise ein Familiennachfahre.

## Werk
| Jahr    | Ort          | Kirche           | Bild | Manuale | Register | Bemerkungen                                                                                  |
| ------- | ------------ | ---------------- | ---- | ------- | -------- | -------------------------------------------------------------------------------------------- |
| 1722    | Bremen       | Bremer Dom       |      | III/P   | 50       | Reparatur und geringfügige Änderungen; nicht erhalten                                        |
| 1725    | Strückhausen | St. Johannes     |      | II/p    | 12       | Reparatur; Gehäuse und 2 Register erhalten                                                   |
| 1728    | Dorum        | St. Urbanus      |      |         |          | Reparatur; nicht erhalten                                                                    |
| 1730    | Otterndorf   | Severikirche     |      |         |          | Reparatur; Orgel 1740 ersetzt                                                                |
| 1732    | Oberndorf    | St.-Georgskirche |      |         |          | Reparatur; nicht erhalten                                                                    |
| 1728/36 | Stade        | St. Wilhadi      |      | III/P   | 40       | 1728 Reparatur an der alten Orgel; 1736 Mithilfe beim Neubau von Erasmus Bielfeldt; erhalten |
| 1733    | Wanna        | St. Georg        |      |         |          | Neubau                                                                                       |